# Robert Fludd

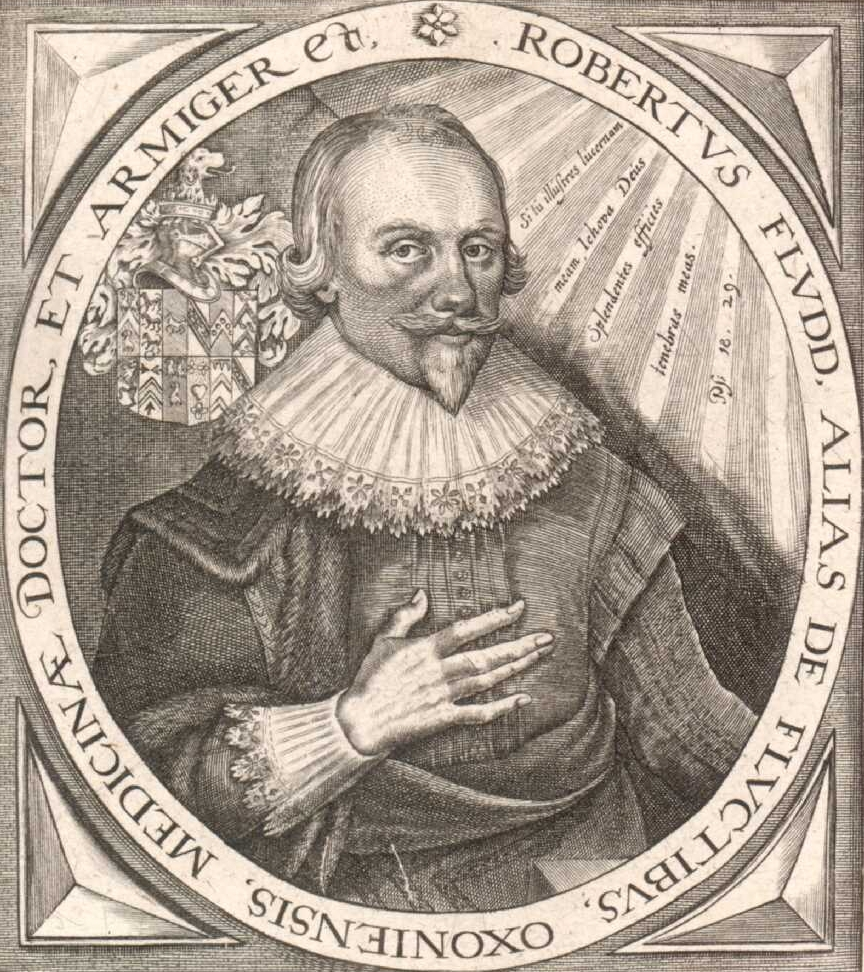
Robert Fludd.

Robert Fludd (* 1574 im Milgate Park (Milgate House) von Thurnham bei Bearsted in der Nähe von Maidstone im heute im heutigen Distrikt Maidstone, Kent; † 8. September 1637 in London) war ein englischer Mediziner und Philosoph. Bekannt ist er vor allem durch sein christlich-neuplatonisches Verständnis der Naturordnung.

## Leben
Fludd wurde in der Grafschaft Kent in England geboren. Er begann 1592 seine Medizinstudien an der Universität Oxford. Nach Reisen in Frankreich, Italien und Deutschland praktizierte er als Arzt in London. Als Naturphilosoph war er stark von Nikolaus Cusanus sowie Paracelsus beeinflusst.

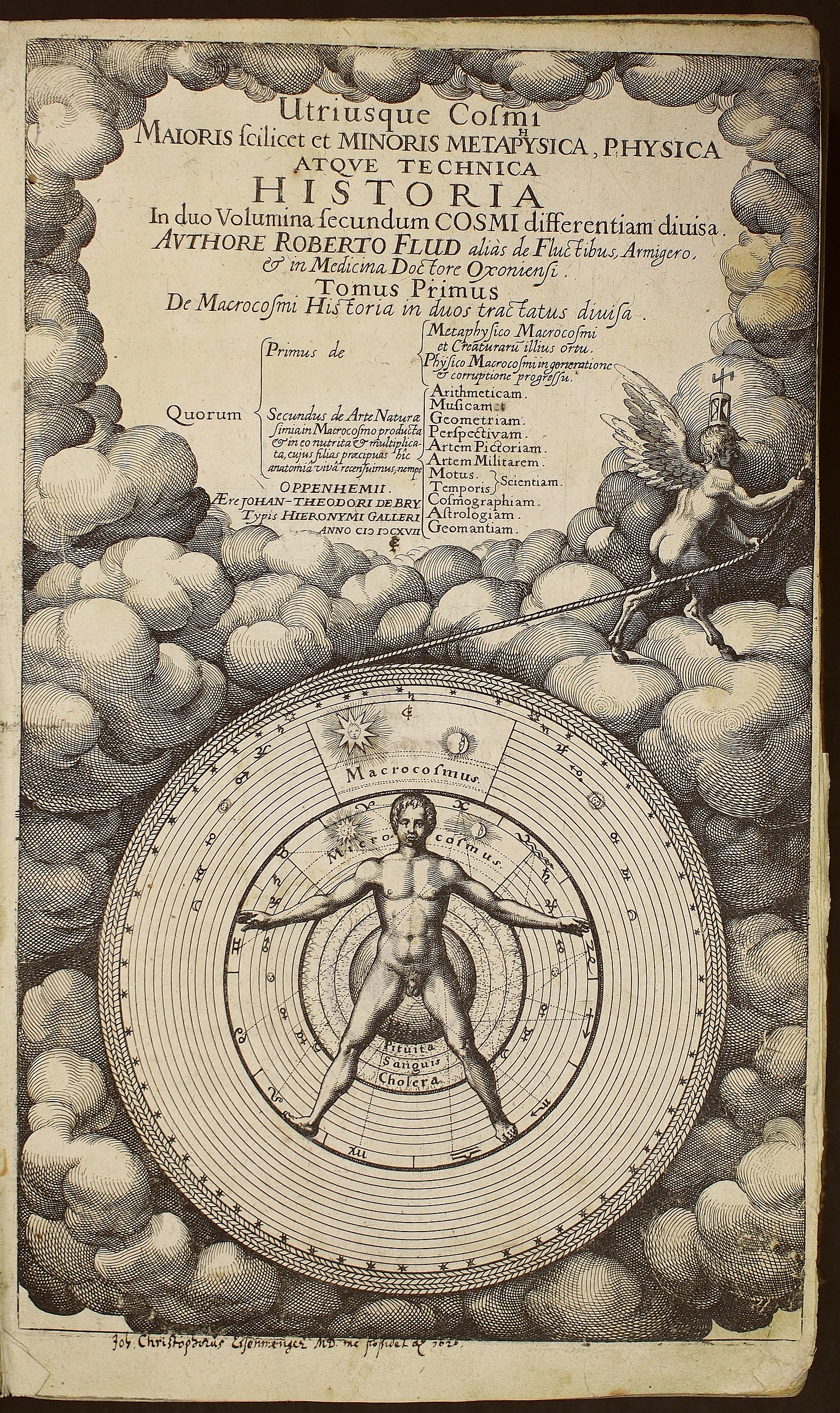
Titelblatt, aus: Robert Fludd, Utriusque cosmi maioris scilicet..., Band 1: De macrocosmi historia, 1617

Er war Anhänger hermetischen Gedankengutes und verfasste diverse Schriften zu diesem Themenbereich, vor allem das zweibändige Werk Utriusque Cosmi Maioris scilicet et Minoris Metaphysica (1617). Darin entwickelt er eine umfassende Beschreibung des Zusammenhangs zweier Welten, wobei mit größerer Welt (maioris) der Makrokosmos gemeint ist, mit der kleinen Welt (minoris) der Mensch, als Mikrokosmos. Seine eng mit der damals für altägyptisch gehaltenen Traktatsammlung Corpus Hermeticum verbundenen Ansichten untermauert er (fast auf jeder Seite) mit vielen Zitaten des Hermes Trismegistos im Traktat Poimandres, der ihm durch die lateinische Übersetzung von Marsilio Ficino zugänglich war. Einen weiteren Bezugsrahmen lieferte ihm das antike literarische Werk Asclepius, ein Dialog zwischen Hermes Trismegistos und seinem älteren Sohn Asklepios. Fludd stand damit in der hermetisch-kabbalistischen Tradition der Renaissance, teilweise in der von Ficino und Giovanni Pico della Mirandola vertretenen Richtung. Nahe stand ihm von den christlichen Kabbalisten neben Mirandola der deutsche Humanist Johannes Reuchlin.

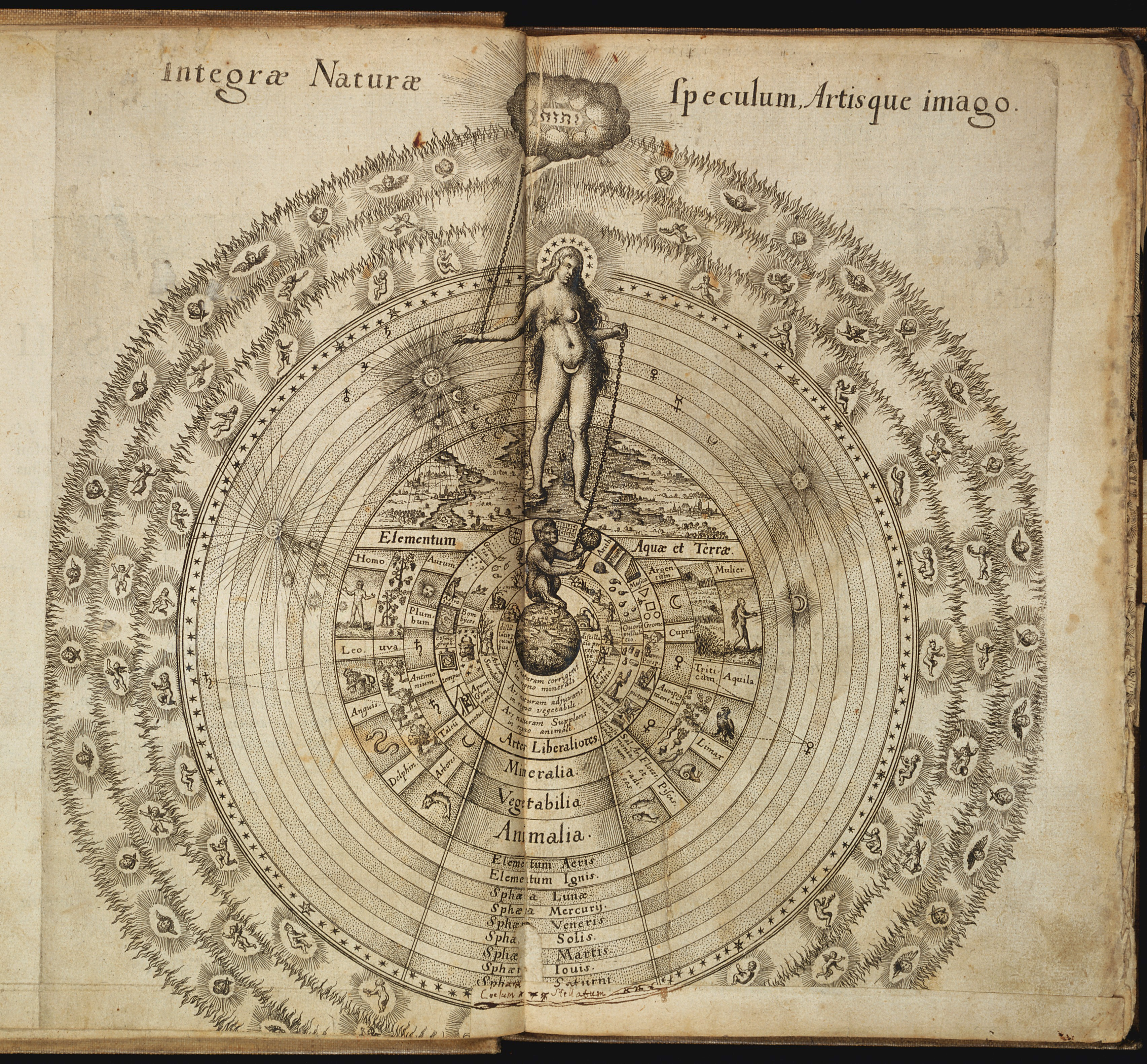
Integra naturae speculum artisque imago, Kupferstich aus: Robert Fludd, Utriusque cosmi maioris scilicet..., Band 1: De macrocosmi historia, 1617, S. 5 (13)

Den zweiten Band von Utriusque Cosmi Maioris scilicet et Minoris Metaphysica, der über den Mikrokosmos handelt, schmückt ein Mensch, über dem eine dreieckige Gloriole schwebt, die dessen göttlichen Ursprung symbolisiert. Zu Füßen des Menschen ist ein Affe platziert, der ikonographisch für das menschliche Vermögen steht, die Natur nachzuahmen. Bei Fludd verknüpft sich diese Motivbedeutung mit der Überzeugung, im Menschen als Mikrokosmos seien die Wesen aller Dinge real gegeben, der Mensch umfasse insofern alle Substanzen des Makrokosmos. In den Segmenten eines Kreises werden die verschiedenen Wissensgebiete gezeigt, die in einzelnen Kapiteln des Buchs behandelt werden: Prophetie, Geomantik, Gedächtniskunst, Genethliologie (die Kunst, Horoskope zu stellen), Physiognomik, Chiromantie. Das Motiv der Pyramide ist Fludds Symbol für die Auf- und Abbewegungen oder Interaktionen zwischen dem Göttlichen/Geistigen und dem Irdischen/Körperlichen.
Angegriffen wurde Fludd vom Theologen Marin Mersenne, der u. a. schrieb, Fludds Vorstellung einer aus zwei Welten bestehenden Naturordnung beruht auf der für „ägyptisch“ gehaltenen Lehre, wonach der Mensch die Welt enthielte (die Lehre der hermetischen Schriften), und auf der dem Asclepius entnommenen Behauptung des Mercurius, der Mensch sei ein großes Wunder und wie Gott. William Foster, ein Geistlicher, griff ihn als Magier an. Der Astronom Johannes Kepler griff Fludd wegen der in dessen Büchern verwendeten Bilder und Hieroglyphen an. Den nach hermetischer Manier von Fludd verwendeten Zahlen stellte Kepler seine mathematischen Diagramme gegenüber. Der Gegensatz von Fludd und Kepler (allegorischem, dem Mittelalter verhafteten Denken einerseits und dem Beginn der exakten Naturwissenschaften andererseits) fand später das Interesse von Wolfgang Pauli.
Fludd hielt an der Autorität der Hermetik fest, obwohl der Humanist Isaac Casaubon 1614 feststellte, das Corpus Hermeticum sei nicht früher als im 1. nachchristlichen Jahrhundert entstanden. Fludd ignorierte diese Datierung und betrachtete diese Sammlung von Traktaten nach wie vor als authentische Überlieferung uralter ägyptischer Weisheit.
In seinen Schriften trat Fludd als Verfechter der rosenkreuzerischen Ideen auf, wies aber von sich, einem von einigen Zeitgenossen gemutmaßten Rosenkreuzer-Orden anzugehören, wie er in der Schrift Summum bonum unter seinem Pseudonym „Joachim Frizius“ erklärte.
Robert Fludd wurde in Bearsted begraben.

## Nachwirkungen
Der zeitgenössische deutsche Künstler und Joseph-Beuys-Schüler Anselm Kiefer hat Robert Fludd einen Werkzyklus gewidmet, beeindruckt von seiner Aussage, jede Pflanze habe ihre Entsprechung am Himmel in Form eines Sterns. So schuf er insbesondere ein Buch mit 18 bleiernen Doppelseiten, die beidseitig mit Acryl auf Fotos in Mischtechnik gestaltet sind. Das Buch hat den Titel For Robert Fludd – The Secret Life of Plants.

## Schriften

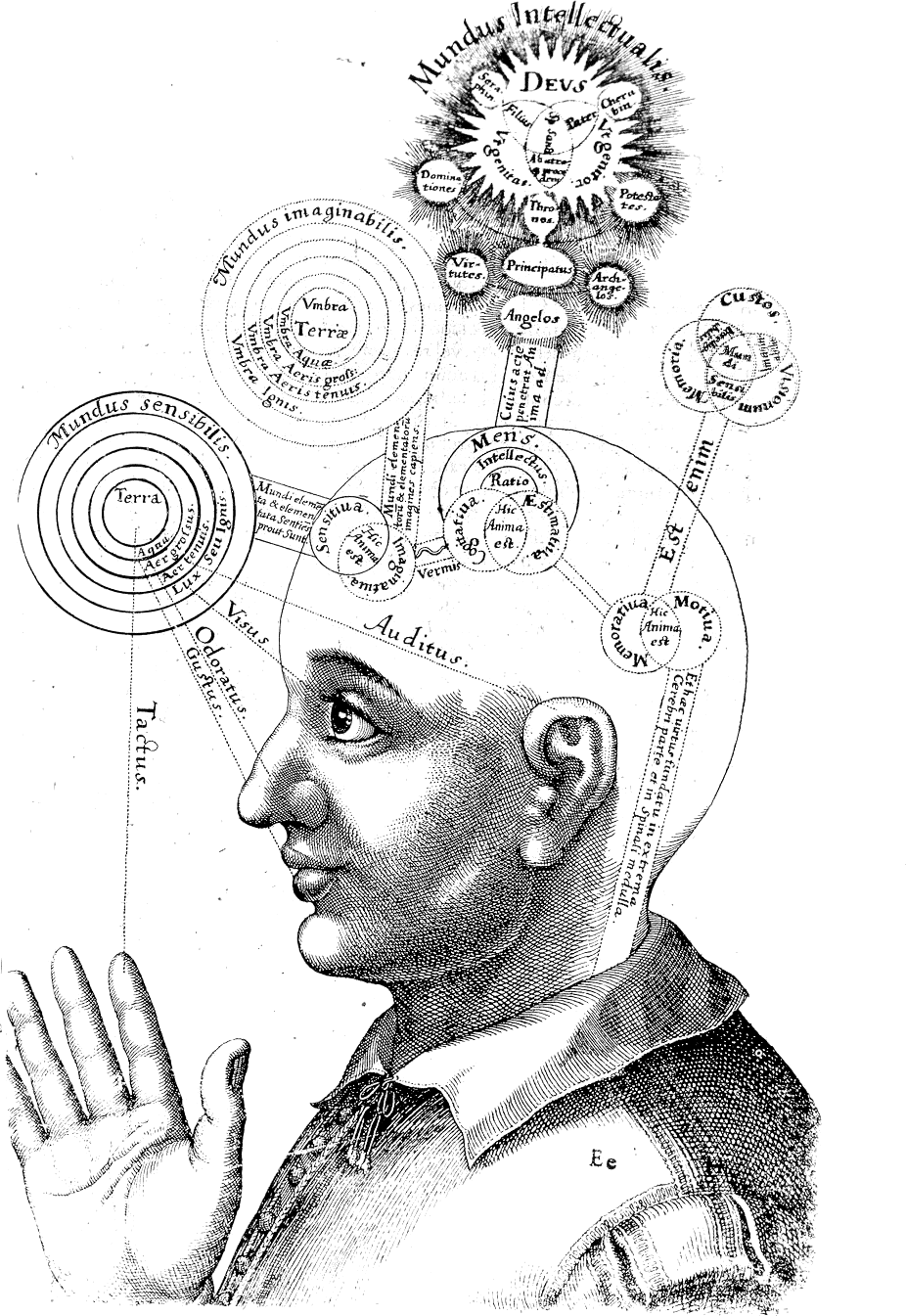
Abbildung aus Geist und Bewusstsein

- Tractatus apologeticus integritatem Societatis de Rosea Cruce defendens, Leiden 1617
- Tractatus theologico-philosophicus, Oppenheim 1617
- Utriusque cosmi maioris scilicet et minoris Metaphysica, physica atque technica Historia, 2 Bde., Oppenheim, Frankfurt 1617
- Tractatus secundus. De naturae simia seu technica macrocosmi historia, Oppenheim 1618, Frankfurt 1624
- Monochordium Mundi symphoniacum J. Kepplero oppositum, Frankfurt 1622
- Philosophia sacra et vera christiana seu Meteorologia cosmica, Frankfurt 1626
- Sophiae cum memoria certamen, 1629
- Integrum morborum mysterium, Frankfurt 1631
- Clavis philosophiae et alchymiae, 1633
- Philosophia Moysaica, Gouda 1638, engl. London 1659.